# HD 34445

HD 34445 est une étoile naine jaune de la constellation d'Orion. Elle est l'hôte d'un système multiplanétaire qui comprend au moins cinq voire six planètes, découvertes par la méthode des vitesses radiales.

## Membres

### HD 34445 a, l'étoile
Désignations
L'objet primaire du système est une étoile naine jaune de type spectral G0V. Sa masse, son rayon et sa luminosité sont respectivement 1,07, 1,38 et 2,01 fois ceux du Soleil. Sa gravité de surface atteint 162 mètres par seconde carrée (16,9 g0 ; log(g [cgs]) = 4,21), soit 59,2 % de celle du Soleil. Sa température effective est de 5 836 kelvins (5 563 °C), donc 59 kelvins (59 °C) plus grande que celle du Soleil. Sa métallicité est de 0,14 ; son contenu en éléments plus lourds que l'hydrogène et l'hélium est donc 38 % plus élevé que celui du Soleil. Sa période de rotation est estimée à 22 jours. Sa vitesse de rotation à l'équateur est de (2,7 ± 0,5) kilomètres par seconde. Son âge est estimé à (8,5 ± 2,0) milliards d'années.